# 24金
『24金』（にじゅうよんきん）は、2005年10月7日から2006年3月31日まで中部日本放送（CBC）が独自に編成していた深夜番組放送枠の名称。

## 概要
毎週金曜24:40 - 25:40（JST）の時間帯に編成されていた放送枠である。同枠は、前半30分の『デリペナ』（ペナルティ出演）と後半30分の『うちあげ』（品川庄司出演）の2本のバラエティ番組によって構成されていた。この両番組についての詳細はそれぞれの項目を参照。
しかし、その編成はわずか半年間と一時的なものに終わった。同枠の解体後、同時間帯に放送の深夜番組群は全て単独番組として放送されている。